# Santa Maria (Lagos)
Santa Maria is een plaats (freguesia) in de Portugese gemeente Lagos en telt 6440 inwoners (2001).